# 1734
1734 (MDCCXXXIV) a fost un an obișnuit al calendarului gregorian, care a început într-o zi de joi.

## Nașteri
- 17 decembrie: Maria I a Portugaliei  (d. 1816)
- 23 mai: Franz Anton Mesmer medic german (d. 1815)
- 23 octombrie: Nicolas-Edme Rétif scriitor francez (d. 1806)
- 26 decembrie: George Romney  (d. 1802)
- 23 ianuarie: Wolfgang von Kempelen  (d. 1804)
- 6 octombrie: Grigori Grigorievici Orlov  (d. 1783)
- 27 iulie: Sophie-Philippine a Franței  (d. 1782)
- 7 octombrie: Ralph Abercromby  (d. 1801)
- 18 iulie: Giuseppe Piermarini arhitect italian (d. 1808)
- 1 septembrie: Louis François Joseph, Prinț de Conti  (d. 1814)
- 9 martie: Marie-Suzanne Giroust  (d. 1772)
- 21 decembrie: Francisco Manoel do Nascimento poet portughez (d. 1819)
- 27 noiembrie: Johann Euler  (d. 1800)
- dată necunoscută: Dositei Filitti  (d. 1826)

## Decese
- 28 decembrie: Rob Roy MacGregor  (n. 1671)
- 17 iunie: Claude Louis Hector de Villars  (n. 1653)
- 14 mai: Georg Ernst Stahl chimist german (n. 1659)
- 12 iunie: James FitzJames, Duce de Berwick  (n. 1670)
- mai: Giovanni Ceva matematician italian (n. 1647)
- 14 noiembrie: Louise de Kérouaille, Ducesă de Portsmouth  (n. 1649)
- 17 ianuarie: Dănilă Apostol diplomat polonez (n. 1654)
- 21 mai: Philippine Élisabeth de Orléans  (n. 1714)
- 29 iunie: Claudius Florimund de Mercy  (n. 1666)
- 3 septembrie: Christian Ludwig de Brandenburg-Schwedt  (n. 1677)
- 27 aprilie: Ștefan Wesselényi  (n. 1674)
- 28 februarie: Costantin Costachi  (n. 1660)